# Gens Tulia

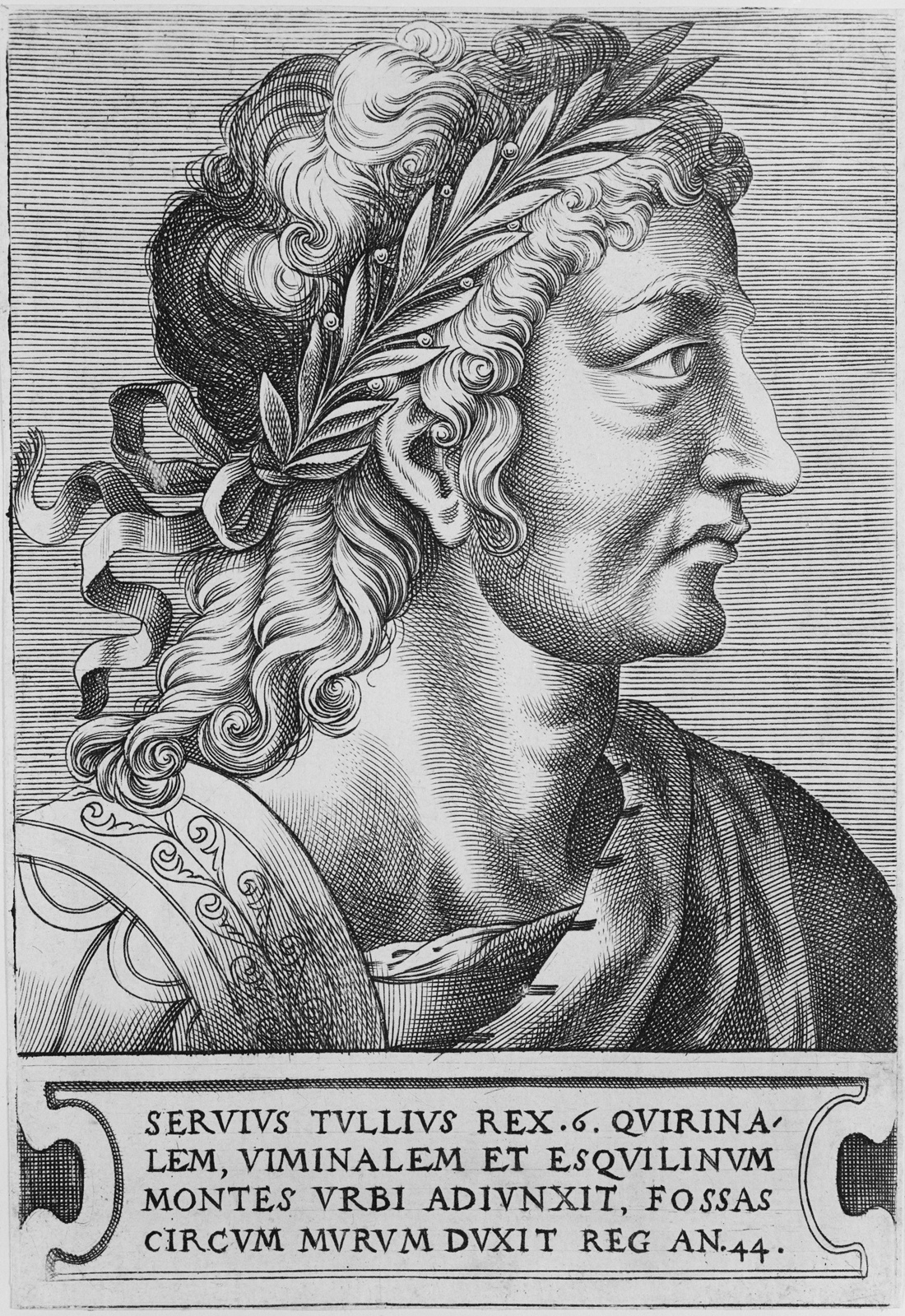
Servio Tulio por Frans Huys

La gens Tulia fue un conjunto de familias de la Antigua Roma que compartían el nomen Tulio. No todos los que tuvieron este nomen estaban relacionados por sangre; Cicerón mismo no creía ser descendiente de Servio Tulio, aunque en un punto se refiera a su gens compartida.

## Miembros distinguidos
- Servio Tulio, rey temprano
- Manio Tulio Longo, cónsul 500 a. C.
- Marco Tulio Decula, cónsul 81 a. C.
- Cicerón, cónsul y orador
- Marco Tulio Tirón, liberto de Cicerón
- Quinto Tulio Cicerón, uno de los generales de Julio César, y hermano más joven de Marco

El «Tulo» del rey Tulo Hostilio es un nombre derivado de la misma raíz. No hay relación genética implicada.